# NGC 5176
NGC 5176 (другие обозначения — MCG 2-34-21, ZWG 72.90, NPM1G +12.0359, PGC 47338) — эллиптическая галактика (E) в созвездии Дева.
Этот объект входит в число перечисленных в оригинальной редакции «Нового общего каталога».